# Harald Kretzschmar

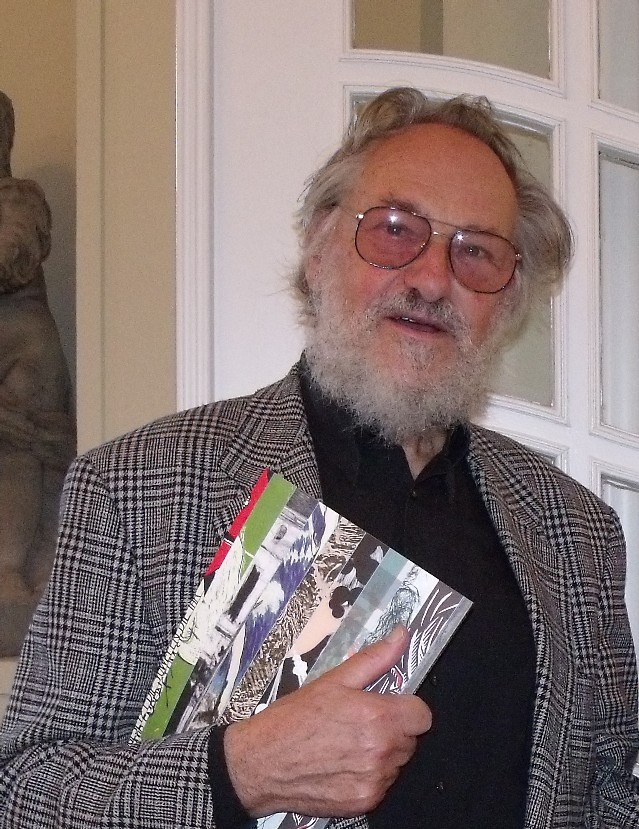
Harald Kretzschmar bei einer Finissage im Oktober 2009

Harald Kretzschmar (* 23. Mai 1931 in Berlin; † 27. Juni 2024 in Kleinmachnow) war ein deutscher Karikaturist, Grafiker und Feuilletonist, der vor allem durch seine Porträtkarikaturen bekannt wurde und in der DDR einer der bekanntesten Karikaturisten war.

## Leben
Nach seinem Abitur an der Kreuzschule in Dresden studierte Harald Kretzschmar von 1950 bis 1955 an der Hochschule für Grafik und Buchkunst Leipzig. Seitdem arbeitete er freischaffend. 1954 veröffentlichte er seine ersten Karikaturen in der Leipziger Volkszeitung. Angeregt durch Hannes Hegen kam er 1955 zum Eulenspiegel, wo er schon bald zum festen Stamm der Zeichner gehörte und bis 1991 blieb. Neben Zeichnungen zu außen- und innenpolitischen Themen in dieser wöchentlich erscheinenden Zeitschrift für Humor und Satire bestritt er zum größten Teil die Kolumne der Porträtkarikatur auf der seit 1958 bestehenden Kulturseite 6. Zahlreiche Veröffentlichungen in anderen Medien erweiterten seinen Aktionsradius – vor allem auf dem Buchmarkt. Daraus erwuchs das Verfassen von Porträt-Essays, Glossen und Kunstkritiken.
Kretschmar war bis 1990 Mitglied der Pirckheimer-Gesellschaft und des Verbands Bildender Künstler der DDR. Ab 1975 gehörte er dessen Präsidium an. Er organisierte als Vorsitzender der Zentralen Sektionsleitung Karikatur zahlreiche Ausstellungen, wie Ökonokomik, Karigrafie und das als nationale Karikaturensammlung der DDR gedachte Satiricum Greiz. Er hatte in der DDR und im Ausland eine bedeutende Zahl von Einzelausstellungen und Ausstellungsbeteiligungen, u. a. von 1958 bis 1988 an allen Deutschen Kunstausstellungen bzw. Kunstausstellungen der DDR in Dresden.
Neben Presseveröffentlichungen, seit 1990 verstärkt in der Tagespresse, trat er mit Druckgrafik und anderen freien Arbeiten (Acryl-Porträts) hervor. Außerdem war er ein gefragter Schnellporträtist für Veranstaltungen aller Art. Sein erstes Theatererlebnis, Nathan der Weise mit Erich Ponto im zerstörten Dresden, erklärte er 2019 in einem Interview mit der Jungen Welt, habe ihn zum „politischen Menschen“ gemacht.
Seinem Heimatort Kleinmachnow, in dem er seit 1956 wohnte, setzte er 2008 mit dem Buch Paradies der Begegnungen: Der Künstlerort Kleinmachnow ein Denkmal. Sein Grab befindet sich auf dem Südwestkirchhof Stahnsdorf.

## Ehrungen
- 1963: 2. Preis der internationalen Ausstellung „Satire im Friedenskampf“
- 1970: in Belgien Preis für künstlerische Gebrauchsgrafik
- 1971: Kunstpreis der DDR
- 1976: Kunstpreis des FDGB
- 1984: Vaterländischer Verdienstorden in Silber
- 1988: Hans-Grundig-Medaille

## Rezeption
„Pointiert ist sein Strich, den die Vorliebe fürs entschlossen Knappe charakterisiert, verbunden mit Lapidar-Symbolischem, leicht Lesbarem.…Seine Porträtkarikaturen, vor allem von prominenten Künstlern und Denkern der DDR wie aus dem […] wiedervereinigten Deutschland […] sind sprichwörtlich ‚auf den Typ‘ gebracht.“

## Museen und öffentliche Sammlungen mit Werken Kretzschmars (unvollständig)
- Bonn: Haus der Geschichte der Bundesrepublik Deutschland
- Greiz: Satiricum
- Königs Wusterhausen: Stiftung Museen für Humor und Satire[6]

## Werke (Auswahl)

### Porträtkarikaturen
- 1976/77: Zyklus Kretzschmarporträts Lithografien (u. a. Erwin Geschonneck, Wolf Kaiser, Gisela May)
- 1985/88: Zyklus Schriftsteller Terrakotten (u. a. Heinrich Böll, Elias Canetti, Jean Cocteau, Michail Scholochow)
- 1993/98: Zyklus Literarische Porträts Acrylfarbe (u. a. Günter Grass, Hermann Kant, Garcia Marquez, George Tabori)

### Satirische Druckgrafik
- 1980: Das Erbe des Diktators
- 1982: Hilfe!
- 1983: Das liebe Kollektiv
- 1984: Na na na na
- 1988: Fingerzeige

### Politische Karikaturen
- 1965: Ideen hat der Junge! Wie die Bauakademie...
- 1968: Ich leite!
- 1975: Wir befinden uns in bester Wegwerfgesellschaft
- 1989: Erichs Weihnachtsbaum
- 1998: Die Kartei, die Kartei, die hat immer recht
- 2000: Sie meinen doch nicht etwa, das hat System?

### Publizierter Essay
- Man muss seiner Zeit angehören. Stichworte zu einem Berufsbild. In: Bildende Kunst, Berlin, 2/1986, S. 57–60

## Ausstellungen seit der deutschen Wiedervereinigung (Auswahl)
- Seit 2001: diverse Personalausstellungen im Satiricum Greiz.
- 2011: Ausstellung „In bester Wegwerfgesellschaft“, Cartoonmuseum in Luckau
- 2013: Leipziger Köpfe, Städtischen Museum Leipzig
- 2017: Ausstellung „Harald Kretzschmar: Querdurch und mittendrin – Satirezeichnungen zur Unkultur unserer Zeit 1954–2016“, Willi-Sitte-Galerie in Merseburg.
- 2024: Ausstellung „Harald Kretzschmar und seine geliebten Franzosen“, Sommerpalais in Greiz